# Thorberger Frieden
Im Thorberger Frieden vom 7. März 1368 vereinbarte der österreichische Hauptmann und Landvogt Peter von Thorberg in Luzern einen bis zum 25. Juli befristeten Waffenstillstand mit Luzern, Uri, Schwyz, Unterwalden und Zug. Wohl ohne im herrschaftlichen Auftrag zu handeln, beruhigte er damit den Konflikt um Zug, das seit dem «Zugerbund» (1352) zwischen Schwyz, Zürich und seinem habsburgischen Herrn stand. 
Nachdem Zug 1365 erneut von Schwyz eingenommen worden war, stellte Schwyz faktisch den Ammann von Zug. Der Thorberger Frieden anerkannte die bestehenden Bündnisse, regelte die Bedingungen der Waffenruhe mit Gerichtsort in Luzern bzw. Rothenburg und stellte eine Verlängerung in Aussicht, die Peter von Thorberg und Rudolf von Homburg, Komtur des Deutschen Ordens und Geheimer Rat Kaiser Karls IV., aushandeln sollten. Die Herzöge Albrecht III. und Leopold III. von Habsburg-Österreich bestätigten den Frieden wohl im Herbst 1368. Danach wurde der Frieden mehrmals verlängert, so im Dezember 1369 (vermittelt durch die Städte Bern und Zürich), im Oktober 1375 für zehn Jahre und im März 1376 für elf Jahre.
Der Thorberger Frieden ermöglichte Habsburg den Zugriff auf Rechte und Einnahmen, klärte jedoch die politische Situation und die Stellung von Zug im eidgenössischen Bündnisgeflecht nicht: 1369 liessen Schwyz und Habsburg offen, ob Zug um 3'000 Gulden verpfändet oder als Amt an Schwyz übertragen werden sollte. Im Pfaffenbrief 1370 standen Stadt und Amt Zug auf der Seite der Eidgenossenschaft. Im Jahr 1371 wurde die Wahl des Ammanns von Zug gesondert geregelt. Im Jahr 1375 war Zug lediglich Objekt der Vertragsverlängerung und selbst kein Akteur. Bei der Erneuerung des Thorberger Friedens 1376 waren Ammann und Bürger von Stadt und Amt neben Luzern, Uri, Schwyz und Unterwalden als Vertragspartner beteiligt; die Stadt Zug erhielt das Recht zur Bürgerrechtsvergabe an Einwohner des Amts, bei Niederlassung auch an weitere Personen. Zug war damit kurzfristig gestärkt, blieb aber bis zum Siegel- und Bannerhandel (1404) unter dem Einfluss von Schwyz.